# 克里米亞鐵路
克里米亞鐵路（羅馬化：Krymskaya Zheleznaya Doroga），為俄羅斯聯邦為管轄自吞併克里米亞奪得的鐵路，而特別成立的一間鐵路公司。該公司直屬聯邦鐵路局管理，是俄羅斯唯一一間不屬於俄鐵的國營鐵路公司。

## 歷史
本屬烏克蘭的克里米亞半島自2014年3月18日起，被併入俄羅斯聯邦。而烏克蘭第聶伯河沿岸鐵路局隨之將當地所有人員及部分車輛，轉至同一鐵路局的扎波羅熱分局。
隨後，由俄方建立的克里米亞共和國當局，於同月26日決議創立聯邦單一制企業「克里米亞鐵路公司」，以接管當地鐵路及烏方遺留的車輛，並獲配鐵路電報代碼為085。因應俄乌战争期间的国际制裁，此公司自成立起即被美國財政部及歐盟制裁。
同年11月，跨越克赤海峽的鐵路渡輪服務恢復運作。
同年12月26日，烏克蘭決定斷絕與克里米亞地區的鐵路聯繫。
2015年，塞瓦斯托波爾的鐵路亦交由克里米亞鐵路公司管轄；同年，鐵路公司收歸俄羅斯聯邦鐵路局所有。
2019年7月18日，隨著克里米亞大橋鋪軌工程完成，此公司鐵路網絡正式通過巴格羅佛-維舍斯捷布利耶夫斯卡亞鐵路，與俄鐵屬下的北高加索鐵路局聯繫，並於同年12月25日起開行連接俄國本土的客運列車。

## 車輛

### 柴油機車
- TEP70型柴油机车
- 2TE116型柴油机车
- ChME3型柴油机车

### 電力機車
- VL10型电力机车

### 動車組
- ED4型电力动车组
- EP2D型電力動車組（俄语：ЭП2Д）[15]
- RA2型柴油動車組（俄语：РА2）
- RA3型柴油動車組（俄语：РА3）[16]

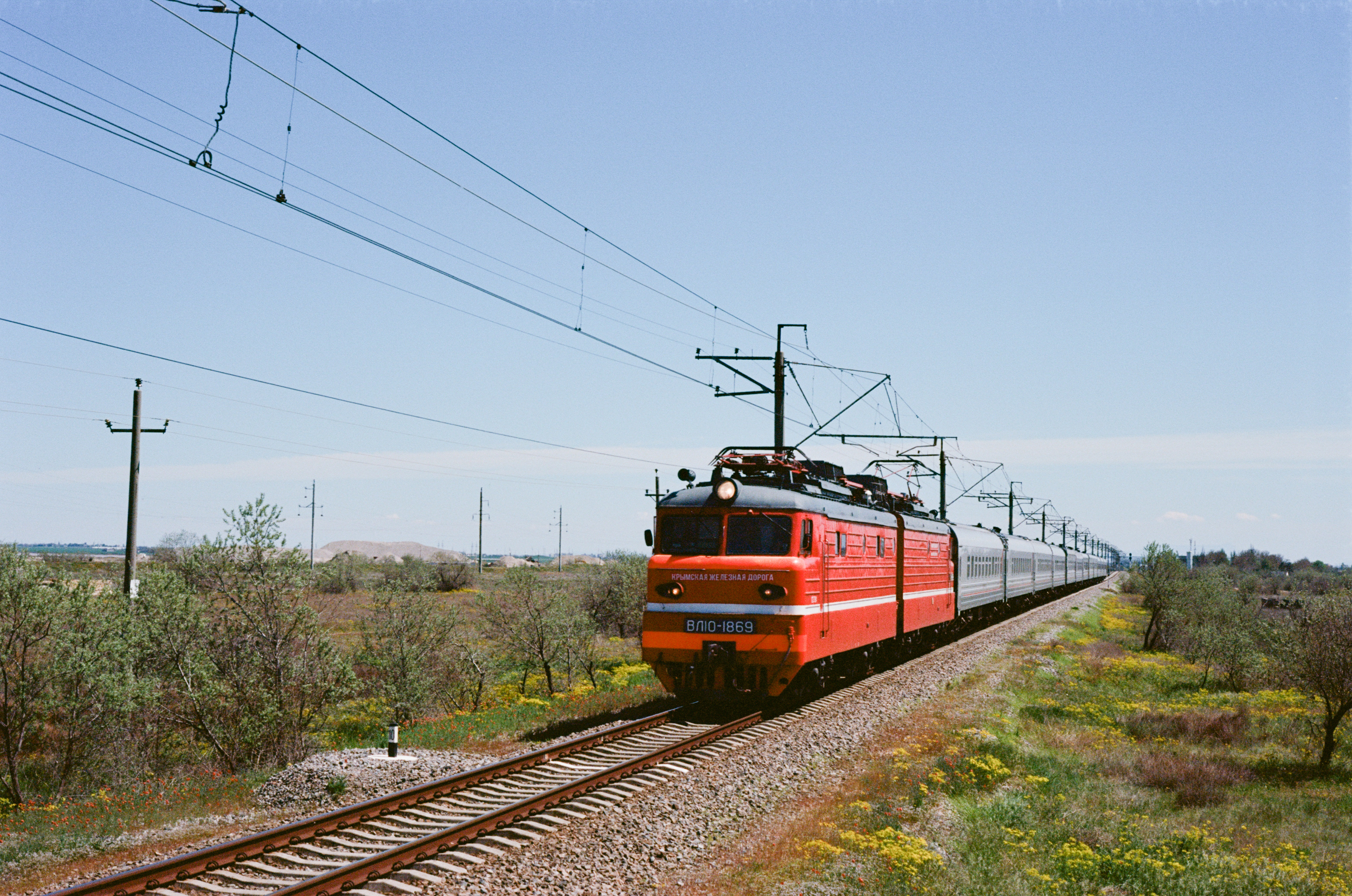
一輛隸屬此公司的VL10機車，正在牽列客運列車
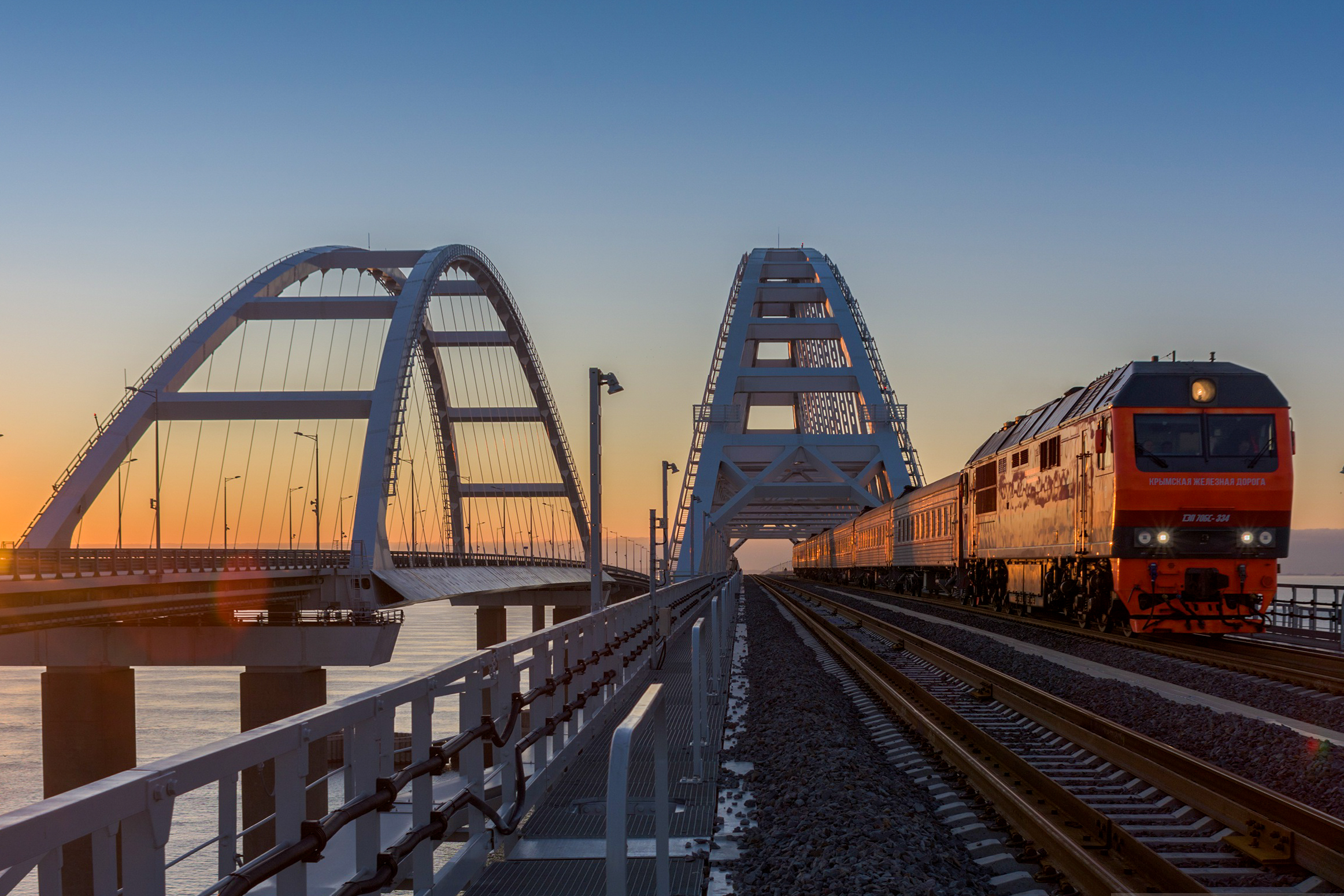
由TEP70型機車牽引的客列，正駛經克里米亞大橋
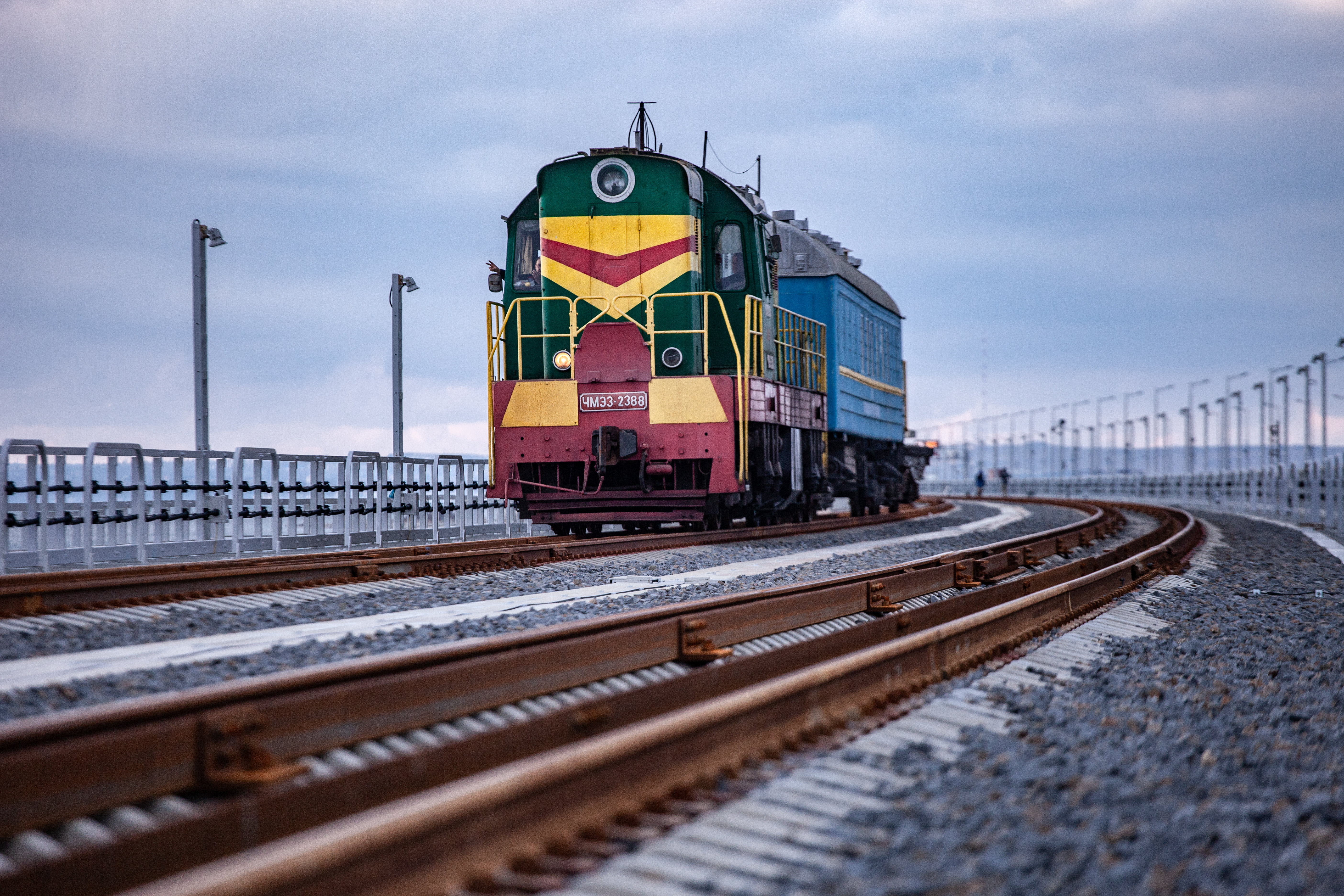
ChME3正牽引貨列通過克里米亞大橋

## 未來發展
根據俄羅斯交通運輸部制訂的《2030年俄羅斯聯邦鐵路發展策略》，俄國當局將向克里米亞鐵路公司挹注1,354億盧布，以發展克里米亞地區鐵路，同時實施鐵路電氣化計劃；同時，半島上現存的3kV直流電氣化鐵路，亦擬於2019年改用25kV工頻交流電。然而，有關改動電氣化規格的計劃至今尚未實施。
至2021年2月，克里米亞鐵路公司批准在半島東部鐵路，以及克里米亞大橋實施鐵路電氣化計劃。是次工程涉及96.21公里的鐵路，耗資388億盧布；工程完成後，此公司管內電氣化鐵路長度，將增加至115.98公里。